# Mansuphantes pseudoarciger
Mansuphantes pseudoarciger là một loài nhện trong họ Linyphiidae.
Loài này thuộc chi Mansuphantes. Mansuphantes pseudoarciger được Jörg Wunderlich miêu tả năm 1985.